# 渋谷ブリッジ

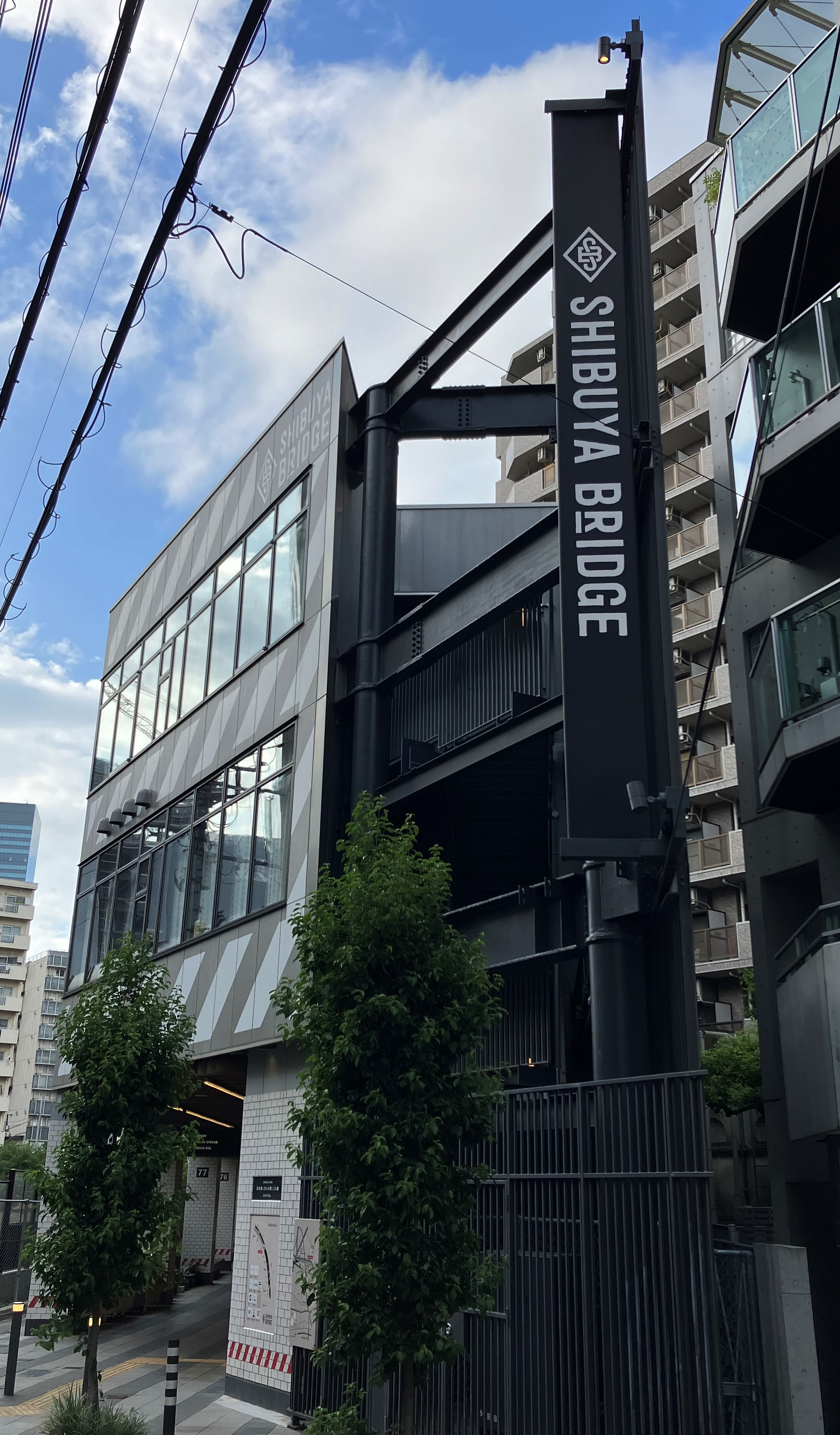
A棟（A棟とB棟の間から撮影）

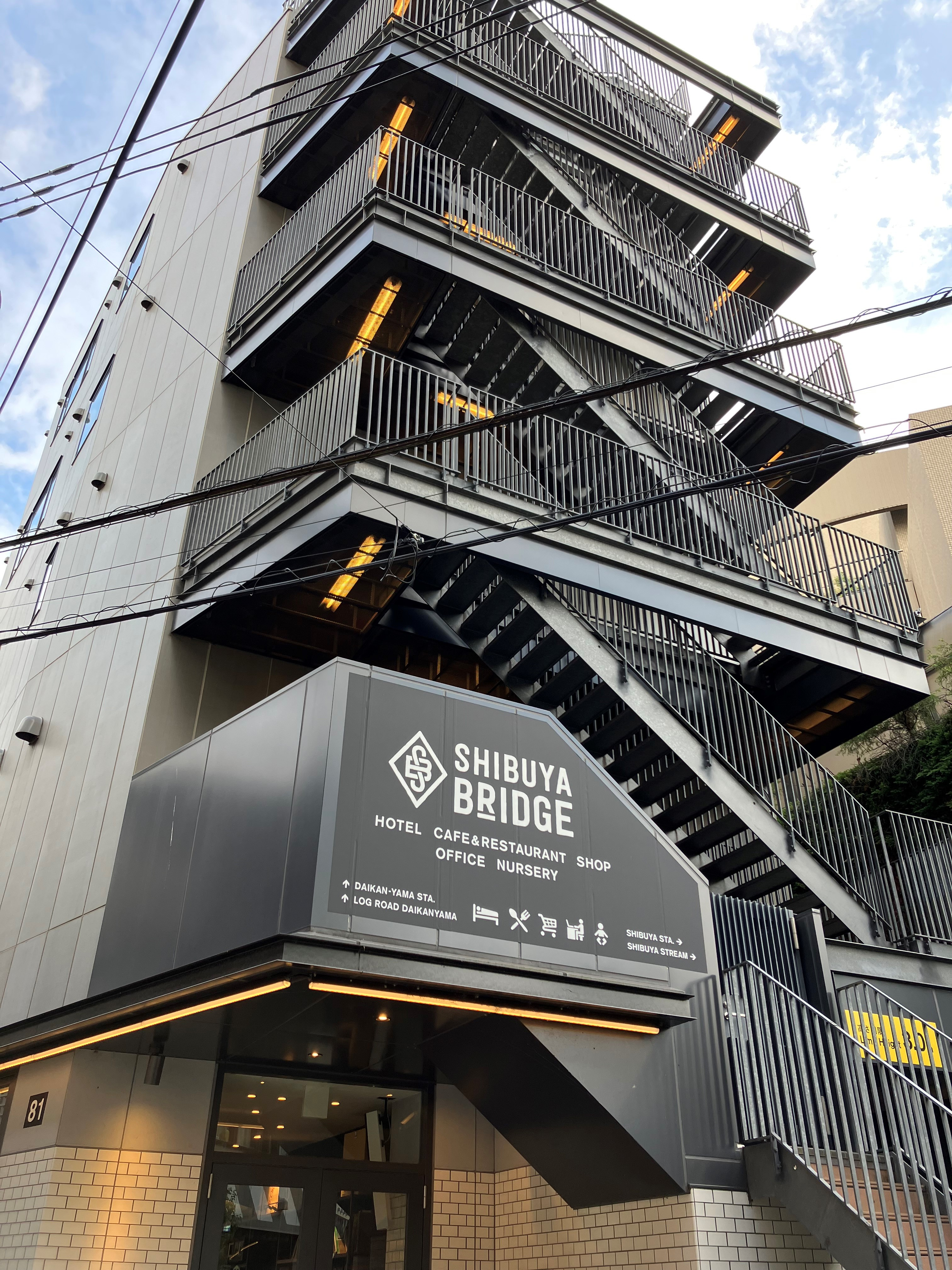
B棟（A棟とB棟の間から撮影）

渋谷ブリッジ（しぶやブリッジ、英語: SHIBUYA BRIDGE）は、東京都渋谷区にある複合施設である。

## 概要
東京メトロ副都心線との相互直通運転による地下化に伴い廃止された東急東横線旧高架線路跡地のうち、カーブしていた曲線部分の跡地に計画され、2018年（平成30年）9月13日から順次、オープンした。
建物形状は計画地に東横線が走っていたという記憶を残し、未来へと継承できるデザインを目指し、渋谷駅 - 代官山駅間の緩やかな弧を描く線路線形を取り入れ、歩行者がシークエンスを感じられる構成となっている。この孤を描く線路線形は、ホテルの廊下やオフィス空間においても特異性を表出させており、どこまでも続くような印象を与える空間を創り出している。ファサードはテナントの特色を活かし、この場所を訪れる人々と共に風景を形作れるようなシンプルな佇まいとした。低層部のデザインは「高架から地下へとその場所を移した線路」を想起させるために、かつてあった高架橋の歴史あるイメージと、現在の地下鉄のイメージに合わせ、鉄道特有の普遍的で色褪せることのないアイコン的なデザインが各所に施された。

### 構造
真下の東横線の上載荷重条件（8t/㎡）を超えないよう、鉄骨造とし、スラブには軽量コンクリート使用するなど、建物重量をおさえる工夫が行われた。また鉄道通過時の振動を低減するために、地下躯体底盤及び側面に緩衝材が設けられた。

### 名称
名称には、多世代・異文化への「橋渡し」、渋谷と代官山という異なる顔を持つエリアの「橋渡し」をしたいという想いが込められている。

## 施設
A棟には認定こども園「渋谷東しぜんの国こども園 small alley」が入居。
B棟には「MUSTARD HOTEL SHIBUYAL」や事務所、店舗が入居したが、MUSTARD HOTEL SHIBUYAは、テナントの契約満了に伴い、2023年9月17日を以って閉館した。